# اسکیت کن یا بمیر
اسکیت کن یا بمیر (انگلیسی: Skate or Die) یک فیلم اکشن فرانسوی به کارگردانی میگل کورتوا است که در سال ۲۰۰۸ منتشر شد. از بازیگران این فیلم می‌توان به السا پاتاکی، رشیده براکنی و برنار لو کوک اشاره کرد.